# Municipio de Stanchfield
El municipio de Stanchfield (en inglés: Stanchfield Township) es un municipio ubicado en el condado de Isanti en el estado estadounidense de Minnesota. En el año 2010 tenía una población de 1209 habitantes y una densidad poblacional de 13,64 personas por km².

## Geografía
El municipio de Stanchfield se encuentra ubicado en las coordenadas 45°40′50″N 93°13′10″O / 45.68056, -93.21944. Según la Oficina del Censo de los Estados Unidos, el municipio tiene una superficie total de 88.66 km², de la cual 86.3 km² corresponden a tierra firme y (2.66%) 2.36 km² es agua.

## Demografía
Según el censo de 2010, había 1209 personas residiendo en el municipio de Stanchfield. La densidad de población era de 13,64 hab./km². De los 1209 habitantes, el municipio de Stanchfield estaba compuesto por el 96.94% blancos, el 0.17% eran afroamericanos, el 0.41% eran amerindios, el 0.66% eran asiáticos, el 0.17% eran isleños del Pacífico, el 0.08% eran de otras razas y el 1.57% pertenecían a dos o más razas. Del total de la población el 1.82% eran hispanos o latinos de cualquier raza.